# Thomas W. Blackburn
Thomas Wakefield Blackburn II (ur. 23 czerwca 1913 w Raton, zm. 2 sierpnia 1992 w Glenwood Springs) – amerykański pisarz, scenarzysta i autor tekstów piosenek.

## Życiorys
Był najstarszym z sześciorga dzieci Howarda i Edith „Didi” (z domu Herrington) Blackburn. Urodzony na T.O. Ranczo w pobliżu Raton, Nowy Meksyk, gdzie jego ojciec pracował nad instalacją systemu irygacyjnego na zlecenie firmy O’Shaunnessy Engineering Company gdzie Howard był inżynierem. Ranczo to zostało wykorzystane w książce Blackurna zatytułowanej „Raton Pass”.
Gdy system nawadniania został zainstalowany rodzina przeniosła się do La Salle w Kolorado (gdzie ojciec Edith posiadał gospodarstwo rolne), a Howard Blackburn próbował hodowli, a następnie suchego rolnictwa. Podejmował się on kilku innych prac, jako marszałek miasta, oraz z pomocą finansową ojca próbował szczęścia jako diler samochodowy Forda i otworzył własny salon. Interes ten się nie udał, dostał więcej pomocy od ojca, Howard postanowił zgłębić wiedzę na temat ubezpieczeń, po czym podjął pracę w Federal Surety Company w Denver w której odniósł sukces. Gdy Tom był w czwartej klasie, rodzina przeniosła się do Denver. Howard Blackburn został następnie odpowiedzialny za nadzór prac budowlanych z którymi była związana firma Federal Surety. Gdyby wykonawca nie ukończył projektu firma zerwałaby kontrakt z Howardem na czele. Tom okresie letnim pracował jako pomocnik na różnych budowach, gdzie jego ojciec sprawował nadzór.
Gdy Tom był starszy pomagał wujowi Cecilowi, odbierał świeże warzywa z okolicznych gospodarstw. Przez pewien czas rodzina mieszkała w Lander w stanie Wyoming, a następnie przeniosła się do Glendale, w Kalifornii. Matka Toma był pisarką, zajmowała się poezją dla dzieci i młodzieży, pulp fiction i westernami dla nieletnich.
Blackburn uczęszczał do Glendale Junior College (gdzie poznał swoją przyszłą żonę) oraz U.C.L.A.
Ożenił się z (Hazel) Juanitą Alsdorf 6 lipca 1937 roku w Glendale. Mieli troje dzieci: Córkę, Stephanie Jean Blackburn oraz dwóch synów Thomas Wakefield Blackburn III i Gary Keeling Blackburn (Gary był adoptowany, biologicznych syn siostry Juanity).
Po opuszczeniu uczelni, Blackburn stał się „ghostwriterem” dla autorów pulp fiction Harry’ego Olmsteda i Eda Reppa, co nazwał „pulpeteering”. Przeniósł się do Santa Monica, gdzie aby związać koniec z końcem podjął pracę w miejscowej spółce gazowej.
Jego kuzyn, John Thomas „Tommy” Blackburn został dowódcą eskadry „The Jolly Rogers” (marynarki wojennej Stanów Zjednoczonych, dywizjonu samolotowego VF-61) w wojnie na Pacyfiku podczas II wojny światowej, autor książki „The Jolly Rogers: The story of Tom Blackburn and Navy Fighting Squadron VF-17” (1989).

## Twórczość

### Powieści
- 1940: Tumbleweed with Spurs
- 1949: Range War
- 1950: Raton Pass (Zekranizowano pod tym samym tytułem w 1951)
- 1950: Short Grass (Zekranizowano pod tym samym tytułem w 1950)
- 1951: Broken Arrow Range
- 1953: Navajo Canyon
- 1955: Sierra Baron (Zekranizowano pod tym samym tytułem w 1958)
- 1958: Buckskin Man
- 1967: A Good Day to Die
- 1978: Compañeros

Dzieła zebrane:
- 2006: The Trail of Whitened Skulls

Saga Stanton:
- 1973: Yanqui
- 1974: Ranchero
- 1974: El Segundo
- 1976: Patron

### Scenariusze
- 1973: Santee
- 1968: Run for Your Life
- 1065–1967: Daniel Boone
- 1967: Iron Horse
- 1966: Johnny Tiger
- 1965: Mara of the Wilderness
- 1964: Wirgińczyk
- 1954–1961: Disneyland
- 1959: El redentor
- 1958–1959: Bronco
- 1958: Sugarfoot
- 1958: Maverick
- 1958: Sierra Baron
- 1957: Johnny Tremain
- 1956: Wozy jadą na Zachód
- 1956: Davy Crockett and the River Pirates
- 1956: The Wild Dakotas
- 1956: The Forest Ranger
- 1955: Cheyenne
- 1955: Tales of the Texas Rangers
- 1955: Davy Crockett, król pogranicza
- 1954: Cattle Queen of Montana
- 1954: Riding Shotgun
- 1953: Cow Country
- 1952: Cattle Town
- 1951: Adventures of Wild Bill Hickok
- 1951: Cavalry Scout
- 1951: Raton Pass
- 1950: Sierra Passage
- 1950: Short Grass
- 1950: Colt .45
- 1947: Killer at Large

### Teksty piosenek
- „The Ballad of Davy Crockett” i „Farewell” do Davy Crockett, król pogranicza z 1955 roku
- „Johnny Tremain” i „The Liberty Tree” do Johnny Tremain z 1957 roku
- „Westward Ho, the Wagons!” i „The Ballad of John Colter” do Wozy jadą na Zachód z 1956 roku
- „Daisy Crockett”
- „Huckleberry Finn”
- „King of the River”
- „Ladies in the Sky”
- „King of the River”
- „Pancho Lopez”
- „Polly You are My Love”
- „Saga of Andy Burnett”
- „Yaller Yaller Gold"